# Berit Ås
Berit Ås, née Skarpaas le 10 avril 1928 à Fredrikstad (Norvège) et morte le 14 septembre 2024, est une femme politique et chercheuse norvégienne en psychologie sociale.

## Biographie
Professeure de psychologie sociale à l'université d'Oslo, féministe, elle est députée de Norvège de 1973 à 1977. Elle co-fonde le Parti socialiste de gauche, dont elle est la première dirigeante (1975-1976). Elle est également députée suppléante en 1969-1973 (pour le Parti travailliste) et 1977-1981. 
Elle est connue dans le monde pour sa description des techniques de domination,. Ses recherches abordent aussi l'économie féministe et la culture des femmes. Elle est titulaire de doctorats honoris causa de l'université de Copenhague, de l'université Sainte-Marie de Halifax et de l'université d'Uppsala. 

## Distinctions
- Chevalier de 1re classe de l'ordre de Saint-Olaf (1997)